# 萊克維尤 (阿肯色州)
萊克維尤（英語：Lakeview）是一個位於美國阿肯色州巴克斯特縣的城市。根據2020年美國人口普查，該地人口為775人，而該地的面積約為2.69平方千米。

## 地理
萊克維尤的座標為36°22′38″N 92°32′05″W / 36.37722°N 92.53472°W，而該地的平均海拔高度為234米（即768英尺）。